# Oostenrijkse kampioenschappen veldrijden
De Oostenrijkse kampioenschappen veldrijden zijn een jaarlijks terugkerende wedstrijd om te bepalen welke veldrijder er kampioen van Oostenrijk wordt.

## Kampioenen

### Elite, mannen
- 1997 : Thomas Muehlbacher
- 1998 : Dietmar Stari
- 1999 : Johannes Mueller
- 2000 : Gerrit Glomser
- 2001 : Peter Presslauer
- 2002 : Peter Presslauer
- 2003 : Peter Presslauer
- 2004 : Peter Presslauer
- 2005 : Peter Presslauer
- 2006 : Peter Presslauer
- 2007 : Peter Presslauer
- 2008 : Peter Presslauer
- 2009 : Peter Presslauer
- 2010 : Peter Presslauer
- 2011 : Peter Presslauer
- 2012 : Daniel Geismayr
- 2013 : Daniel Geismayr
- 2014 : Daniel Geismayr
- 2015 : Alexander Gehbauer
- 2016 : Alexander Gehbauer
- 2017 : Gregor Raggl
- 2018 : Gregor Raggl
- 2019 : Gregor Raggl
- 2020 : Daniel Federspiel

### Beloften
- 2000 : Peter Presslauer
- 2001 : Harald Starzengruber
- 2002 : Daniel Hufnagel
- 2003 : Harald Starzengruber
- 2005 : Martin Hämmerle
- 2006 : Maximilian Renko
- 2007 : Daniel Federspiel
- 2015 : Christoph Mick
- 2016 : Felix Ritzlinger
- 2017 : Felix Ritzlinger
- 2018 : Felix Ritzlinger
- 2019 : Michael Holland
- 2020 : niet gereden

### Junioren
- 1997 : Roland Wilfing
- 1998 : Harald Starzengruber
- 1999 : Harald Starzengruber
- 2000 : Daniel Hufnagel
- 2001 : Martin Hämmerle
- 2002 : Klaus Leeb
- 2003 : Andreas Kreil
- 2004 : Robert Gehbauer
- 2005 : Robert Gehbauer
- 2006 : Jürgen Holzinger
- 2007 : Florian Sattlecker
- 2008 : Florian Sattlecker
- 2009 : Lukas Pöstlberger
- 2010 : Gregor Raggl
- 2011 : Lukas Zeller
- 2012 : Florian Gruber
- 2013 : Florian Gruber
- 2014 : Moritz Zoister
- 2015 : Daniel Schemmel
- 2016 : Tobias Peterstorfer
- 2017 : Tobias Bayer
- 2018 : niet gereden
- 2019 : Stefan Kovar
- 2020 : Lukas Hatz

## Vrouwen
- 2001 : Isabella Wieser
- 2002 : Petra Schörkmayer
- 2003 : Isabella Wieser
- 2004 : Isabella Wieser
- 2005 : Isabella Wieser
- 2006 : Isabella Wieser
- 2007 : Stefanie Wiedner
- 2008 : Elke Riedl
- 2009 : Elke Riedl
- 2010 : Elke Riedl
- 2011 : Elke Riedl
- 2012 : Jacqueline Hahn
- 2013 : Nadja Heigl
- 2014 : Nadja Heigl
- 2015 : Nadja Heigl
- 2016 : Nadja Heigl
- 2017 : Nadja Heigl
- 2018 : Nadja Heigl
- 2019 : Nadja Heigl
- 2020 : Lisa Pasteiner

Kampioenschappen:  Wereldkampioenschappen ·
 Europese kampioenschappen ·
 Pan-Amerikaanse kampioenschappen
 België ·
 Canada ·
 Denemarken ·
 Duitsland ·
 Finland ·
 Frankrijk ·
 Hongarije ·
 Ierland ·
 Italië ·
 Japan ·
 Kroatië ·
 Luxemburg ·
 Nederland ·
 Nieuw-Zeeland ·
 Noorwegen ·
 Oostenrijk ·
 Polen ·
 Servië ·
 Slowakije ·
 Spanje ·
 Tsjechië ·
 Verenigd Koninkrijk ·
 Verenigde Staten ·
 Zweden ·
 Zwitserland
Klassementen:  Wereldbeker ·
 Superprestige ·
 X²O Badkamers Trofee ·
 HSF System Cup ·
 USCX Series ·
 Coupe de France ·
 National Trophy Series ·
 Giro d'Italia Ciclocross ·
 Copa de España ·
 New England Series ·
 Swiss Cyclocross Cup
Overig:  Exact Cross
Voormalig:  EKZ CrossTour ·  Rectavit Series ·  US Cup